# آواشناسی شنیداری
آواشناسی شنیداری (به انگلیسی: auditory phonetics) یکی از سه شاخه آواشناسی است که به مطالعه واکنش ادراکی به آواهای گفتار به وسیله گوش، اعصاب شنیداری و بخش‌هایی شنیداری مغز می‌پردازد. این شاخه نسبت به دیگر شاخه‌های آواشناسی (یعنی: تولیدی و آکوستیک) به دلیل دشواری‌هایی که در سنجش و تشخیص واکنش‌های روانشناختی و عصب‌شناختی آواهای گفتاری وجود دارد، کمتر مطالعه شده است. مطالعات کالبدشناختی و فیزیولوژیک گوش، از حوزه‌هایی است که در این شاخه پیشرفت داشته است. این مسئله هم بیشتر به دلیل تکنیک‌های سنجش شنوایی و کاربرد طبّی چنین مطالعاتی در شنوایی‌شناسی و شنوایی‌سنجی است. با این حال مطالعات نسبتاً کمی درباره ویژگی‌های حسی آواهای گفتار انجام شده که ارتباط آن با تحلیل‌های آواشناختی و مطالعات واج‌شناختی مبهم است. این موضوع با مطالعات درک شنیداری در زبان‌شناسی روان ارتباط نزدیکی دارد.